# Масубія
Масубія — народ, який проживає переважно в Намібії, а також у Ботсвані та Замбії. Столицею цього народу є село Букало.

## Історія
Масубія — вихідці з Центральної Африки, які мігрували на південь, на територію сучасної Ботсвани. Через постійні війни змушені були переселитися в регіон Капріві, де під проводом короля Санджо вони побудували свою столицю Букало. У XVI-XVII столітті в результаті вторгнення племен лозі були включені до складу королівства Баротселенд, де перейняли мову і культуру лозі. Згідно із Занзібарським договором у 1890 році регіон увійшов до складу Німецької Південно-Західної Африки. Після Першої світової війни територія Смуги Капріві разом з іншими землями Південно-Західної Африки за мандатом Ліги націй потрапили під управління Південно-Африканського союзу і були в його складі до здобуття незалежності Намібією 21 березня 1990 року. У 1994 році сформована Армія визволення Капріві, яка почала проводити кампанію за надання автономії регіону.

## Господарство і побут
Основними заняттями Масубія є землеробство, збиральництво, полювання і рибальство. Жінки несуть відповідальність за сільськогосподарську діяльність, в той час як чоловіки займаються полюванням і рибальством. Основними продуктами харчування є тверда каша з рибою або кислим молоком. 

## Релігія
Згідно з даними організації «Проект Джошуа», 40% Масубії є християнами, а 60% дотримуються їх етнічної релігії. Релігія Масубія заснована на поклоніння предкам, за їхніми повір'ями померлі предки вважаються духами-зберігачами людини. Тих хто не поважає цих духів, духи карають. Масубія вважають, що духи пов'язані з Творцем і служать посередниками між світом живих і богами. 